# Rose Magers
Rose Mary Magers, född 25 juni 1960 i Big Spring i Texas, är en amerikansk volleybollspelare och -tränare.
Magers studerade vid University of Houston och spelade efter studierna med landslaget. Med dem tog hon brons vid VM 1982 och silver vid OS 1984. Efter OS spelade hon i Japan fram till 1993. Hon har efter spelarkarriären tränat universitetslag i USA.